# NGC 4697
Az NGC 4697 (más néven Caldwell 52) egy elliptikus galaxis a Virgo (Szűz) csillagképben.

## Felfedezése
William Herschel fedezte fel a galaxist 1784. április 24-én.

## Tudományos adatok
A galaxis 1241 km/s sebességgel távolodik tőlünk.